# (24970) 1998 FC12
1998 أف سي 12 (ويعرف أيضًا باسم (24970) 1998 أف سي 12 وفق تسمية الكوكب الصغير) (بالإنجليزية: 1998 FC12)‏ هو كويكب ضمن حزام الكويكبات؛ وترتيبه 24970 من حيث الاكتشاف.
اكتُشف هذا الجُرم الفلكي بواسطة تعقب الأجرام القريبة من الأرض في 25 مارس 1998.

## وصلات خارجية
- (24970) 1998 FC12 في قاعدة بيانات مختبر الدفع النفاث لأجرام النظام الشمسي الصغيرة

- الاكتشاف · مخطط المدار ·  العناصر المدارية · المعلمات المادية

- (24970) 1998 FC12 على موقع ويكي سكاي: DSS2, SDSS, GALEX, IRAS, Hydrogen α, X-Ray, Astrophoto, Sky Map, Articles and images